# Polizeiruf 110: Endspiel
Endspiel ist ein Fernsehfilm aus der Krimireihe Polizeiruf 110. Der für den Bayerischen Rundfunk unter der Regie von Andreas Kleinert produzierte Film wurde am 8. November 2009 erstgesendet. Es war die 305. Folge der Filmreihe Polizeiruf 110. Jürgen Tauber löste hier seinen 20. Fall und seine Kollegin Jo Obermaier ihren 17. Fall. Es war die letzte Folge für das Team Tauber und Obermaier.

## Handlung
Der Polizist Harald Keller wird tot im Wald aufgefunden. Tauber und Obermaier gehen von Selbstmord aus, denn der Mann hatte aufgrund von Mietschulden bereits eine Räumungsklage erhalten. Drogen-Fahnder Matthias Kurtz ist dagegen davon überzeugt, dass sein Kollege ermordet worden ist. Er war sein Partner und auch privat waren sie Freunde. Er hält den Drogendealer Mark Kralewski für den Mörder, weil sein Partner ihm dicht auf der Spur gewesen sei.
Tauber arbeitet mit dem jungen engagierten Ermittler Matthias Kurtz zusammen, dessen unkonventionellem Charme er schnell erliegt. Doch spürt er auch Kurtzs Enttäuschung über die vielen Fehlschläge seiner Arbeit. Bei einer gemeinsamen nächtlichen Tour erschießt Kurtz den tatverdächtigen Kralewski. Er stellt es als Notwehr dar, weil Tauber von ihm mit einer Waffe bedroht wurde. Doch Tauber ist sich sicher, dass Kurtz ihn regelrecht als Lockvogel für seinen raffinierten Plan missbraucht hat. Getrieben von diesem persönlichen Verrat und auf der Suche nach der Wahrheit, recherchiert er über die Methoden der Drogenfahnder und findet heraus, dass sich Harald Keller von Kralewski hatte bestechen lassen. Um das zu beweisen, begibt sich Tauber mit einem Abhörmikrophon versehen zu Kurtz. Dieser gesteht ihm, dass er es einfach nicht glauben konnte, dass sein Freund Keller eine „Ratte“ gewesen sein soll. Für ihn kam einfach nur Kralewski als Mörder in Betracht und um das zu beweisen scheute er nicht davor zurück Tauber als Alibi für seinen Mord zu benutzen.
Daneben kriselt es im Team Tauber und Obermaier. Beide ermitteln mehr und mehr im Alleingang, und Obermaiers Vorgesetzte Irmi Wiedemann will sie gern direkt zu sich ins Team holen. Bei Taubers laufender Abwesenheit entgeht ihm dann auch noch das Renovierungsvorhaben der Büros, was er als zusätzliche Mobbingattacke seiner Kollegen wertet, der er ständig wegen seiner Homosexualität ausgesetzt ist. Als sie es dann jedoch auf die Spitze treiben, steht Obermaier zu ihm und besinnt sich auf ihre Courage. Dennoch kündigt Tauber den Dienst und beendet den Polizeidienst.

## Hintergrund
Der Film wurde vom 11. November 2008 bis 11. Dezember 2008 in München gedreht.

## Rezeption

### Einschaltquoten
Die Erstausstrahlung von Endspiel am 8. November 2009 wurde in Deutschland von 5,46 Millionen Zuschauern gesehen und erreichte einen Marktanteil von 14,7 Prozent für Das Erste.

### Kritik
Rainer Tittelbach von tittelbach.tv bewertete diesen Polizeiruf als „ist ein[en] wehmütige[n] Abgesang. Das war nicht anders zu erwarten. Der Autor heißt Alexander Adolph, der Regisseur Andreas Kleinert, bekannt für seine sensiblen Seelendramen im herbstlichen Grau. Der 17. ‚Polizeiruf 110‘ mit Obermaier und Tauber ist ein formidabler Charakter-Krimi, ein klassisches Krisen-Stück in fünf Akten und Düster-Look. […] Zutiefst nachdenklich bis hoffnungslos begibt sich Tauber an den Rand des für ihn und den Zuschauer Erträglichen.“
Beate Strobel bei Focus online äußert sich über den letzten Fall des Ermittlerteams: „So liefern sich die beiden im ‚Endspiel‘ einen grandios gespielten Rosenkrieg inmitten eines eher durchschnittlichen Korruptionskrimis.“

„[…] der Abschied am Sonntagabend wird dennoch zu den bitteren gehören. Denn der beste Tatort ist der Münchner Polizeiruf. War der Münchner Polizeiruf. Das lag an Edgar Selge, der elf Jahre dabeiblieb, bevor er nicht mehr wollte, aber es lag auch an der genialen Figur des einarmigen Ermittlers Tauber.“

„Drehbuch (Alexander Adolph) und Regie (Andreas Kleinert) nutzen das 'Endspiel', das in Münchens […] Adventszeit und in meist schon bitterkalten Nächten spielt, zu einer ganzen Reihe eindrücklicher Szenen.“